# Міїке-хан

Мон роду Татібана

Міїке-хан (яп. 三池藩, みいけはん) — хан в Японії, у провінції Тікуґо, регіоні Кюсю.

## Короткі відомості
- Адміністративний центр: місто Міїке (сучасне місто Омута префектури Фукуока).

- Дохід: 100 000 коку

- Управлявся родом Танака, що належав до тодзама і мав статус володаря табору (陣屋). Голови роду мали право бути присутніми у хризантемній залі сьоґуна.

- Тимчасово ліквідований в 1806. Відновлений в 1869 і остаточно ліквідований в 1871.

## Правителі
| № | Ім'я               | Ім'я     | Роки        | Ранг, титул     | Примітки                        |
| - | ------------------ | -------- | ----------- | --------------- | ------------------------------- |
| 1 | Татібана Танецуґу  | 立花種次 | 1621 — 1630 | 従五位下 主膳正 | Другий син Татібани Сіґетане    |
| 2 | Татібана Таненаґа  | 立花種長 | 1630 — 1682 | 従五位下 和泉守 | Старший син Татібани Танецуґу   |
| 3 | Татібана Танеакіра | 立花種明 | 1682 — 1699 | 従五位下 主膳正 | Старший син Татібани Таненаґи   |
| 4 | Татібана           | 立花貫長 | 1699 — 1747 | 従五位下 出雲守 | Старший син Татібани Танеакіри  |
| 5 | Татібана Наґахіро  | 立花長煕 | 1747 — 1762 | 従五位下 和泉守 | Старший син Татібани Ясунаґи    |
| 6 | Татібана Танетіка  | 立花種周 | 1762 — 1805 | 従五位下 出雲守 | Другий син Татібани Наґахіро    |
| 7 | Татібана Танейосі  | 立花種善 | 1805 — 1806 | 従五位下 豊前守 | Четвертий син Татібани Танетіки |
| 8 | Татібана Танеюкі   | 立花種恭 | 1833 — 1849 | 従二位 出雲守   | Син Татібани Танеміті           |